# Ørsta kommun
Ørsta kommun (norska: Ørsta kommune) är en kommun i landskapet Sunnmøre i Møre og Romsdal fylke i västra Norge. Kommunens centralort är tätorten Ørsta.
Angränsande kommuner är Sykkylven och Stranda i öster och Volda i söder.

## Administrativ historik
Ørsta kommun bildades 1883 genom utbrytning ur Volda kommun och hade då drygt 2 000 invånare. 1893 överfördes ett område med 13 invånare från Volda kommun. Den 1 januari 1964 skedde en sammanläggning med de tidigare kommunerna Hjørundfjord och Vartdal.
Den 1 januari 2020 överfördes Bjørke och Viddals grundkretsar, ett område med 102 invånare, till Volda kommun.

## Kommunvapen
Kommunvapnet fastställdes 1984. De tre diamanterna mot blå bakgrund symboliserar bergen som speglas i Ørstafjordens vatten.

## Tätorter
I Ørsta kommun finns två tätorter:
- Sætre
- Ørsta (centralort)

Orten Sætrebakkane har tidigare räknats som en tätort men uppfyller inte längre kriterierna.

## Socknar
Inom Norska kyrkan är Ørsta kommun sedan gränsregleringen 2020 indelad i tre socknar:
- Hjørundfjords socken
- Vartdals socken
- Ørsta socken

Socknarna ingår i Søre Sunnmøre prosteri i Møre stift.

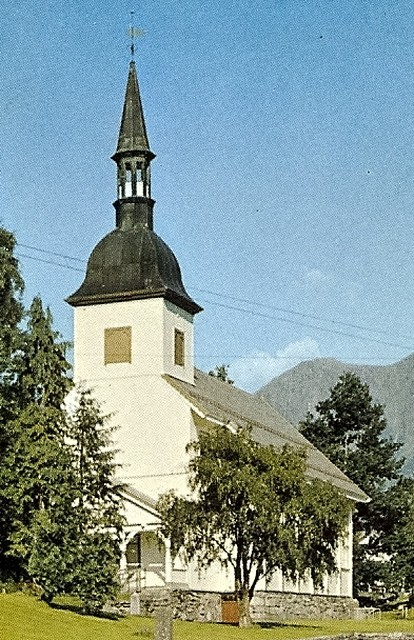
Ørsta kyrka.